# Vier-Kantone-Rundfahrt
Die Vier-Kantone-Rundfahrt (französisch Tour des Quatre-Cantons) war ein Strassenradrennen in Form eines Eintagesrennens in der Schweiz. Es fand in gesonderten Rennen für Amateure und Berufsfahrer in der Regel im März oder April statt.

## Geschichte
1942 begann die Tradition des Rennens, zunächst nur für die Amateure. Das erste Rennen der Berufsfahrer wurde 1944 gestartet. Erster Sieger war Gustav Grabs aus Zürich. Das Rennen führte durch die Kantone Zürich, Schwyz, Aargau und Zug. Start und Ziel war in der Regel in Zürich. Mit der Klasse der Profis starteten auch bis 1965 die Unabhängigen. Die Rennen der Profis und der Amateure fanden am selben Tag statt. 1944 wurde das Rennen als Schweizer Meisterschaft ausgetragen. 1959 wurde Heinz Graf, der den Zielstrich als Erster passiert hatte, wegen Behinderung anderer Fahrer deklassiert. Jan Hugens und Pietro Tarchini gelang es, das Rennen zweimal zu gewinnen.

## Sieger
| Jahr | Berufsfahrer          | Amateure            |
| ---- | --------------------- | ------------------- |
| 1942 | kein Rennen           | Gustav Grabs        |
| 1943 | kein Rennen           | Jean-Pierre Burtin  |
| 1944 | Ernst Näf             | Jean-Pierre Burtin  |
| 1945 | nicht ausgetragen     |                     |
| 1946 | Rik Van Steenbergen   | Fritz Schär         |
| 1947 | Pietro Tarchini       | Walter Bollier      |
| 1948 | Pietro Tarchini       | Max Heidelberger    |
| 1949 | Ferdi Kübler          | Franz Lustenberger  |
| 1950 | Ernst Stettler        | Max Schellenberg    |
| 1951 | Hans Flückiger        | Carlo Clerici       |
| 1952 | Fritz Schär           | Fausto Lurati       |
| 1953 | Jan Lambrichs         | Willy Hutmacher     |
| 1954 | Eugen Kamber          | Fritz Siegenthaler  |
| 1955 | Walter Bucher         | Hans Mäder          |
| 1956 | Werner Becker         | Adriano de Gasperi  |
| 1957 | Emile Freivogel       | Giuseppe Squizzato  |
| 1958 | Cleto Maule           | Emile Daems         |
| 1959 | Germano Barale        | Fredy Rüegg         |
| 1960 | Wout Wagtmans         | Giuseppe Squizzato  |
| 1961 | Willy Trepp           | Renato Lanfranchi   |
| 1962 | Jan Hugens            | Adolf Heeb          |
| 1963 | Vittorio Adorni       | René Rutschmann     |
| 1964 | Jan Hugens            | Urs Fischer         |
| 1965 | Werner Weber          | Paul Unterkircher   |
| 1966 | August Girard         | Winfried Gottschalk |
| 1967 | Franco Bitossi        | Paul Köchli         |
| 1968 | Rolf Maurer           | Beat Fischer        |
| 1969 | Pol Mahieu            | Max Hürzeler        |
| 1970 | Alberto Della Torre   | Josef Fuchs         |
| 1971 | nicht ausgetragen     |                     |
| 1972 | Jean-Pierre Berckmans | Roland Schär        |